# Ionel Dan Pappa
Ionel Dan Pappa (n. 1 ianuarie 1930) este un fost deputat român în legislatura 1990-1992, ales în județul Dolj pe listele partidului FSN. În cadrul activității sale parlamentare, Ionel Dan Pappa a fost membru în grupurile parlamentare de prietenie cu Regatul Belgiei, Republica Italiană și Canada. 